# David LeRoy Anderson
David LeRoy Anderson é um maquiador estadunidense. Venceu o Oscar de melhor maquiagem e penteados na edição de 1997 por The Nutty Professor e na edição de 1998 pelo filme Men in Black, ambos ao lado de Rick Baker.